# Racisme anti-Nord-Africains
Le racisme anti-Nord-Africains désigne les discriminations, préjugés et comportements hostiles subis par les personnes originaires d'Afrique du Nord.

## Étymologie
Le racisme et les discriminations à l’encontre des personnes d’origine nord-africaine constituent une forme spécifique de racisme qui cible les populations issues ou perçues comme issues du Maghreb (Algérie, Maroc, Tunisie), ainsi que parfois, de Libye et d'Égypte.
Cette forme de racisme se manifeste à travers une marginalisation sociale, des préjugés, des stéréotypes, et des discriminations dans divers domaines, tels que l’emploi, le logement, l’éducation, et les interactions avec les institutions publiques.
Le terme « racisme anti-arabe » est souvent employé comme synonyme, bien qu’il soit inexact dans de nombreux cas, en raison d’un amalgame entre « Arabes » et « Maghrébins ». Ce flou sémantique contribue à une compréhension approximative des réalités vécues par les populations concernées.
En effet, les Nord-Africains ne se définissent pas tous comme Arabes, leur identité étant souvent plurielle, incluant des composantes Amazighe, Sahariennes, ou même Moyennes-Orientales non arabes (Juives, Syriaques, Phéniciennes, Turques...). Par ailleurs, le terme « racisme anti-maghrébin » est également utilisé, bien qu’il ne rende pas toujours compte des discriminations qui peuvent toucher des personnes originaires d’autres régions d’Afrique du Nord, comme l’Égypte ou la Libye.
Bien que le racisme anti-Nord-Africain puisse exister dans de nombreux territoires, il fait l’objet de recherches approfondies en France. En effet, l’histoire française est marquée par une mobilisation massive des populations nord-africaines par les différents gouvernements successifs, que ce soit pendant la Première Guerre mondiale, la Seconde Guerre mondiale, la reconstruction du pays ou encore les Trente Glorieuses,,.
Ces mobilisations ont joué un rôle clé dans le développement économique et social de la France, mais elles ont également contribué à une présence significative de personnes d’ascendance nord-africaine sur le territoire français, en dehors de l'Afrique du Nord,,.
Cette dynamique historique a laissé des traces profondes, tant dans la composition démographique que dans les tensions sociales, faisant du racisme anti-Nord-Africains un sujet central dans l’analyse des discriminations en France.

## Histoire
En France, le racisme envers les personnes nord-africaines trouve ses racines dans l’histoire coloniale et l’héritage impérialiste, marqués par une défiance envers les populations perçues comme étrangères ou éloignées. Ces discriminations, alimentées par des stéréotypes hérités de l’époque coloniale, se manifestent dans divers domaines tels que l’emploi, le logement, et les interactions avec les institutions, reflétant une marginalisation structurelle persistante,.

### Héritage colonial
Les discriminations à l’encontre des personnes d'origine nord-africaine sont profondément ancrées dans l’histoire de la colonisation et de l’impérialisme post-colonial.
En France, ces discriminations trouvent leurs racines dans le contexte de l'occupation coloniale des pays d'Afrique du Nord, notamment le Maroc, l'Algérie et la Tunisie. Cette période coloniale a contribué à la construction de stéréotypes dévalorisants, qui ont perduré au-delà de l'indépendance de ces pays, et à l’établissement d’inégalités structurelles qui continuent de marquer les relations sociales et raciales en France aujourd’hui. Les peuples nord-africains ont souvent été perçus comme inférieurs, alimentant une hiérarchisation raciale qui persiste dans les représentations sociales, les politiques publiques et les interactions quotidiennes.

#### Rejet, crainte et animalisation des Nord-Africain(e)s.
Les études du sociologue Abdelmalek Sayad ont également mis en lumière la manière dont les immigré(e)s Nord-Africain(e)s en France ont été perçus et traités comme des "Travailleur(euse)s immigré(e)s » plutôt que comme des citoyen(ne)s à part entière alors même que dans certains cas ils étaient officiellement français(es), bien que la réalité officieuse ait été très différente".
Dans le contexte colonial, les hommes nord-africains, inspiraient la crainte et la peur ainsi qu'une « répulsion irraisonnée » des français blancs (puisque les Algériens étaient considérés comme français bien que non-citoyens durant l'essentiel de la période d'occupation coloniale entre 1830 et 1962).
« La peur était étroitement liée à [l'hostilité]. Beaucoup de Français craignaient de côtoyer les indigènes. Il semblait que leur installation dans un quartier dut entraîner de multiples inconvénients. Quand les autorités municipales de Paris voulurent construire des foyers nord-africains et un hôpital musulman, elles se heurtèrent tour à tour à l’opposition des habitants du secteur de la porte d'Orléans, des rues Gassendi, Monge, Mouffetard. »
Outre la peur irraisonnée à l'égard des Nord-Africain(e)s, l'idée pourtant infondée que leurs conditions de vies étaient meilleures que celles des français blancs : « Au mépris de toute vraisemblance, un lecteur de L’Humanité déplorait que les Algériens fussent mieux logés que les Français ».
Les relations mixtes entre un homme nord-africain et une femme blanche étaient, en France, fortement stigmatisées et perçues à travers le prisme de l'imaginaire colonial. Cette perception, marquée par des stéréotypes dégradants, associait souvent l'homme nord-africain à des représentations bestialisantes, le réduisant à une figure « sauvage » ou « primitif », héritée des idéologies racistes de l’époque coloniale. Ces stéréotypes alimentaient la peur et la désapprobation sociale, renforçant l'idée d'une frontière raciale difficilement franchissable et entretenant les inégalités entre les groupes : « Dans un sondage réalisé en 1979 sur les sentiments éprouvés par les Français à l’égard des immigrés entre les deux guerres, 69,1 % des personnes interrogées refusaient d’approuver le mariage de leur enfant avec un Nord-Africain. Le mariage mixte semblait presque toujours condamné à l’échec. Les écrivains illustrèrent abondamment ce constat : dans L’Insoumise de Pierre Frondaie, la Parisienne Fabienne et le prince arabe Fazil, emportés par le vertige des sens, se mariaient, mais, « séparés par la race », ils se déchiraient cruellement, jusqu’à ce que Fazil tuât sa femme, pour la garder à jamais. Un touareg renonçait à sa fiancée française et lui écrivait : « Il y a quelque chose de plus fort que notre amour, de plus fort que tout : notre race ». ».
Les stéréotypes dont étaient l'objet les Nord-Africain(e)s ne relevaient pas d'une réalité sociologique mais étaient plutôt le fruit des fantasmes des français blancs :  « Dans la majeure partie des cas, les stéréotypes à l’aide desquels les Maghrébins étaient jugés révélaient moins la personnalité de ces hommes que celle des Français ».

### Ressentiment post-colonial
À la suite des guerres de décolonisation, en particulier celle menée par l'Algérie pour son indépendance et des victoires des territoires anciennement occupés, une partie de la droite et de l'extrême droite françaises a nourri un ressentiment profond à l'égard de la figure de l'"Arabe", du "Maghrébin" et de l'"Algérien", plus généralement en lien avec l'Algérie.
Ce ressentiment, alimenté notamment par une partie des anciens colons (ou pieds-noirs et des anciens mobilisés de la Guerre d'Algérie) a conduit à la construction d'une image négative et stigmatisée des populations issues de l'ex-colonie. Cette figure de l'« Arabe » a été instrumentalisée par certains courants politiques pour renforcer des discours de rejet et de peur, exacerbant ainsi les clivages sociaux et raciaux au sein de la société française,.

#### L'effet Algérie
En France, le ressentiment généré par la victoire algérienne lors de la révolution algérienne, couplé avec le départ de certains colons vers la métropole, a eu un impact profond sur la culture de la xénophobie en France. Ce départ, souvent motivé par les violences perpétrées par l'OAS (Organisation de l'armée secrète) mais aussi par un refus de vivre à égalité avec les populations anciennement colonisées, a nourri un climat de méfiance et d'hostilité envers les personnes issues des anciennes colonies.
Ce contexte a contribué à l'implantation d'une culture xénophobe, renforcée par la stigmatisation de l'immigration maghrébine, et a façonné des dynamiques sociales et politiques de rejet et de marginalisation des populations perçues comme "étrangères" ou "indésirables".
En 1992, un sondage publié par le Monde a confirmé le rôle majeur de la guerre d'Algérie dans le ressentiment des français(e)s à l'égard des Nord-Africain(e)s : « A la Question "A quoi sont dues les réactions de racisme et de xénophobie anti-Arabe en France?", 33% despersonnes intérrogées ont avancé le souvenir de la guerre d'Algérie. Paul Thibaud parle d'un "effet Algérie". »
Par ailleurs, une tendance au sein de la droite française a consisté à établir un parallèle entre les colons français en Algérie durant la période coloniale et les immigrés ou Français d'origine algérienne. Ce rapprochement a conduit à la perception des Algérien(ne)s, et plus largement des personnes d'origine nord-africaine, comme des "colons", bien que cette comparaison n'ait aucune fondation historique ou structurelle.
Cette assimilation erronée a renforcé les stéréotypes négatifs et la méfiance à l'égard de ces populations, les réduisant à une image simplifiée et trompeuse qui occulte leur vécu et les complexités de l’histoire coloniale et post-coloniale, cela a notamment été renforcé par la nationalisation des ressources naturelles algériennes par le gouvernement Algérien : « Dans un tract distribué à Dijon, signé d'un Groupe d'union des nationalistes, il était dit : "Hier on humiliait notre drapeau, on bazardait nos intêrets essentiels. Aujourd'hui on abdique honneur et fierté nationale. Bafoué, destroussé, le peuple français en a marre. Ils nous chassent, chassons les ! [...] La communauté [Nord-Africaine], fut visée par plusieurs attentats. L'organe de l'Amicale des Algériens en Europé [estima que] "L'offensive anti-algérienne déclenchée par les milieux néo-colonialistes, furieux de voir l'Algérie mettre au service de son propre développement ses richesses, se répercute de façon alarmante sur les conditions de vies des travailleurs étrangers". »

### Le racisme anti Nord-Africain post-colonial
Depuis le XXe siècle, de très nombreux attentats visant les Nord-Africains, motivés par le racisme et le ressentiment, se sont multipliés. Ces attaques servaient à divers groupes terroristes à « laver l'affront de la [défaite] de la guerre d'Algérie » particulièrement dans le contexte français.
Parmi les groupuscules terroristes ayant mené des attentats contre des Nord-Africains, on peut citer :
- Le Club Charles Martel[9]
- L'Organisation Armée Secrète (OAS)[9]
- Justice Pieds-Noirs[9]
- Maquis Résurrection Patrie[9]

De nombreux membres des forces de l'ordre et des groupes paramilitaires ont également eu recours à la violence (meurtres, tortures, ratonnades, viols, etc.) après la période de décolonisation, et ce, jusque dans les années 2000, pour des raisons racistes et/ou néocoloniales.

### Islam et Afrique du Nord
À la dimension ethnique s'ajoute la dimension religieuse : un phénomène de racialisation de la religion musulmane dans certains pays a lieu : en Belgique, en Suisse, en France, en Espagne, en Italie, au Canada, la religion musulmane est principalement incarnée et portée par des populations liées directement ou indirectement à l'Afrique du Nord.
Dans l'imaginaire colonial et post colonial l'image de l'Islam perçu come une religion primitive, sexiste et violente impact la vision occidentale des Nord-Africains et Nord-Africaines selon le sociologue Ralph Schor « Les Nord-Africains apparaissaient d’abord comme les représentants d’une culture totalement différente de celle de l’Europe. De l’avis général, les Maghrébins étaient étroitement conditionnés, dans leur personnalité et leurs comportements, par l’influence de l’islam : « Tout geste d’un Musulman, toute pensée d’un Musulman a, si lointaine soit-elle, une origine religieuse » assurait le docteur Martial. »

## Conséquences
Le racisme à l'égard des Nord-Africains découle en une discrimination structurelle :

### Discrimination au travail
En France : 
Comparées aux personnes sans ascendance migratoire, les personnes d'origine nord-africaine (particulièrement du Maghreb) voient leurs candidatures moins souvent suivies d’un entretien d’embauche :
- Le taux de rappel après un entretien est de 23 % pour les personnes ayant une ascendance migratoire nord-africaine, contre 33 % pour les personnes sans ascendance migratoire[10].
- Leur risque d’être au chômage est de 16 %, contre 6 % pour les personnes sans ascendance migratoire[10].
- Elles subissent un écart de chômage, non expliqué par d’autres caractéristiques (non ethniques), de 66 %[10].
- « 37% des hommes immigrés du Maghreb et 36% des femmes déclarent qu'un emploi leur a été injustement refusé. Ce sentiment pourrait être corroboré par le moindre taux de rappel et la part inexpliquée du chômage. »[11]

### Discrimination au logement
En France : 
La discrimination raciale au logement contre les personnes d'ethnie Nord-Africaine (ou supposée Nord-Africaine) se matérialise par leur moindres possibilités d'accès à la location.
- le taux de réponses positives pour un rendez-vous de visite obtenu par un candidat maghrébin est inférieur de 26,7 % à celui du candidat français à l’échelle nationale, et d’un tiers à Paris[12].

Selon SOS Racisme, dans le contexte d'une enquête sur l'obtention d'une réponse positive à la suite de la recherche d'un logement en location en 2019, « Le profil ayant des origines "françaises anciennes" a obtenu 48% de réponses positives, contre 46% pour le profil asiatique, 30% pour le profil ultra-marin, 15% pour le profil maghrébin et 11% pour le profil subsaharien. Les deux derniers profils ont respectivement 50% et 55% de chance en moins de recevoir une réponse du propriétaire, que le profil ayant des origines "françaises anciennes". Soit deux fois moins de chance ou plus. »

### Imagerie et culture populaire négative
Selon Hassiba Lassoued, les médias audiovisuels en France présentent les citoyens d'origine maghrébine, souvent de manière manichéenne, les dépeignant soit comme inassimilables, soit comme des modèles d'intégration, sans juste milieu.
Selon le professeur de littérature Mohamed Yacine Meskine, l'image stéréotypée et raciste du jeune homme nord-africain (souvent perçu comme issu du Maghreb) est, en France, celle d'un délinquant, un terrorise, un  agresseur ou un violeur.
Selon Ursula Mathis-Moser, professeure émérite du département de langues romanes et directrice du Centre d'études canadiennes à l'Université d'Innsbruck, l'image de l'"Arabe" en France (un terme souvent utilisé de manière réductrice comme synonyme de Nord-Africains, malgré la richesse et la diversité des identités nord-africaines) est associée, dans le contexte de la chanson française contemporaine, à un champ lexical et une imagerie qui reflètent la complexité de la vie des Nord-Africains et leur perception en France. Cette représentation est liée à des notions telles que la "peau basanée", la fierté, la violence, la tolérance, le pacifisme, la compassion, la misère, ou encore le désespoir, notamment face aux discriminations et aux opportunités peu nombreuses.

## Les femmes Nord-Africaines face au racisme
Les femmes perçues ou ayant un héritage ethnique Nord-Africain sont victime de fomes de racisme à l'intersection entre le racisme et la misogynie.

## Matérialisations du racisme anti-Nord-Africain(e)s
Le monde politique français a à de nombreuses reprises fait du Nord-Africain le responsable principal de certains maux sociétaux (délinquance criminalité, vols, viols, agressions sexistes et sexuelles).

### Personnalités liées au racismes à l'encontre des Nord-Africains
- Brice Hortefeux a été condamné par la justice pour injure raciale à l'égard d'un jeune homme d'ascendance nord-africaine[18].
- Éric Zemmour a été condamné par la justice pour avoir comparé les migrants (dont certains sont Nord-Africains) avec une armée d'occupation. Éric Zemmour a fait appel[19].
- Damien Lefèvre a été condamné pour avoir appelé au cyberharcelement notamment raciste et sexiste d'une femme d'origine nord-africaine ayant critiqué Marion Maréchal Le Pen[20].

### Institutions et organismes liées au racisme à l'encontre des Nord-Africains.
Plusieurs études ont mis en exergue les biais racistes et discriminatoires de certaines institutions.

#### Institutions publiques
- Les forces de l'ordre : Des études ont mis en évidence des pratiques discriminatoires au sein des forces de police. Par exemple, des instructions ont été données pour procéder à des "évictions d'indésirables", ciblant spécifiquement des groupes tels que les Nord-Africains[21],[22].

#### Organismes privés
- Agences immobilières et bailleurs : Des études ont révélé des pratiques discriminatoires de la part de certains bailleurs et agences immobilières. Par exemple, des tests de discrimination ont montré que les personnes portant des noms à consonance maghrébine ont moins de chances d'obtenir une réponse positive lors de la recherche d'un logement[23],[24].
- Marché du travail : Les discriminations à l'embauche touchent également les personnes d'origine nord-africaine. Des études ont mis en évidence que les candidatures avec des noms à consonance maghrébine reçoivent moins de réponses positives que celles avec des noms perçus comme "français"[12],[25].
- Le média Fdesouche, présenté par ses responsables comme une revue de presse, diffuse à de nombreuses reprises sur son site internet des informations erronées, partielles, partiales, et parfois inventées. Ces contenus concernent notamment les minorités ethniques en France, et en particulier les personnes d'origine nord-africaine. Par exemple, le site a relayé une fausse information affirmant que le sang des personnes africaines et moyen-orientales serait incompatible avec celui des personnes d'origine européenne, et ce, malgré l'absence de fondement scientifique pour une telle assertion, ainsi que pour l'existence d'une "ethnie européenne"[26],[27],[28].